# Скелет
Скеле́т (лат. skeleton ← др.-греч. σκελετός «высушенный») — совокупность твёрдых тканей и структур в организме животных, дающих телу опору и защищающих его от механических повреждений.
Древнейший известный организм, обладавший скелетом, — обитавшее на дне океана у южных берегов Австралии 550—560 миллионов лет назад губкоподобное существо Coronacollina acula. Внешним видом оно напоминало напёрсток, от которого радиально отходили прямые лучи, выполнявшие роль скелета.

## Типы
Скелеты обычно делят на три типа: внешние (экзоскелет), внутренние (эндоскелет) и жидкостные (гидроскелет).

### Экзоскелет
Характерен для большинства беспозвоночных, у которых он представлен в виде раковины (многие простейшие, моллюски) или кутикулы (хитиновый панцирь членистоногих). Характерной особенностью этих образований является то, что они не содержат каких-либо клеточных организмов. Также называют наружным скелетом.

### Эндоскелет
Эндоскелет (или просто скелет) позвоночных представляет собой комплекс плотных образований, развивающихся из мезенхимы. Состоит из отдельных костей, соединённых между собой при помощи хрящевой, костной или фиброзной ткани, вместе с которыми составляет пассивную часть опорно-двигательной системы.
Скелет принято разделять на:
- осевой (позвоночный столб, череп, грудная клетка)
- добавочный (кости конечностей и их поясов).

Условно также деление на череп и посткраниальный скелет (в состав которого входят все части скелета, кроме черепа). Также называют внутренним скелетом.

### Гидроскелет
Гидроскелет — система поддержания формы тела (иногда также и движения) некоторых животных, основанная на сжатии полостной жидкости путём сокращения мышечных волокон.

## Значение скелета
Скелет — совокупность отдельных плотных образований, производных мезенхимальной ткани, соединённых между собой посредством хрящевой или костной ткани, выполняет ряд функций биологического и механического значения и составляет пассивную часть аппарата движения.
У всех позвоночных есть внутренний скелет (эндоскелет), причём встречаются виды, у которых он дополнен в той или иной степени развитым наружным скелетом (экзоскелет), возникающим в коже (например, костная чешуя у некоторых видов рыб). Появление твёрдого скелета (наружный скелет беспозвоночных) позволило защитить организм от вредных внешних влияний окружающей среды. Появление эндоскелета у позвоночных стало каркасом (опорой и поддержкой) для мягких тканей, а превращение отдельных частей скелета в рычаги, приводимые в движение с помощью мышц, дало новую функцию скелету — локомотивную. Таким образом, механическая функция скелета проявляется способностью осуществлять опору (прикрепление мягких тканей и органов к костной ткани), движение (определённое строение длинных трубчатых костей, соединённых подвижными сочленениями и приводимых в движение мышцами, управляемыми импульсами из нервной системы) и защиту (образование из отдельных костей канала, коробки, костной клетки или костного вместилища). Позвоночный канал и черепная коробка защищают ткани и органы нервной системы, грудная клетка — жизненно важные органы грудной полости (сердце и лёгкие), а таз — репродуктивные органы и мочевой пузырь. Наряду с механической функцией скелет позвоночных осуществляет и биологическую функцию — участие в обмене веществ в организме, особенно минеральном (скелет является вместилищем фосфора, кальция, железа и других веществ), а также выполняет кроветворную функцию, не только являясь защитой для костного мозга, но и представляя его органическую часть.

## Скелет позвоночных

### Скелет рыб
Позвоночник рыб состоит из отдельных, не сращённых в любом отделе, позвонков. Позвонки рыб амфицельные (то есть их обе торцевые поверхности вогнутые), между позвонками находятся хрящевая прослойка; нервная дуга сверху над телом позвонка защищает спинной мозг, который проходит сквозь неё. От позвонков, которые находятся в туловище, в стороны отходят рёберные отростки, к которым прикрепляются рёбра. В хвостовом отделе позвоночника боковых отростков на позвонках нет, вместе с тем кроме нервной дуги имеется сосудистая дуга, которая прикрепляется к позвонку снизу и защищает проходящий в ней большой кровеносный сосуд — брюшную аорту. От нервных и сосудистых дуг вертикально вверх и вниз отходят заострённые отростки. По правую сторону и левую сторону от позвоночника отходит мембрана из соединительной ткани, которая называется горизонтальной перегородкой (септой) и разделяет мышцы тела рыбы на дорсальную (верхнюю) и вентральную (нижнюю) части, которые называются миомерами. В отличие от наземных позвоночных, у которых череп образован большим количеством сращённых костей, череп рыб содержит более чем 40 костных элементов, которые могут двигаться независимо. Это позволяет осуществлять вытягивание челюстей, раздвигание челюстей в стороны, опускать жаберный аппарат и дно ротовой полости. Подвижные элементы прикрепляются к более жёстко сочленённому нейрокраниуму, который окружает головной мозг. Нейрокраниум костных рыб эволюционно образовывается из хрящевого черепа хрящевых рыб, к которому прирастают кожные костные пластинки.
Скелет и мышцы образуют опорно-двигательную систему рыб — систему органов и тканей, которая позволяет рыбам осуществлять движения и корректировать своё положение в окружающей среде. Благодаря эволюционным видоизменениям части опорно-двигательной системы приспособлены для выполнения также и других специализированных функций.

### Скелет земноводных
Тело земноводных или амфибий (лат. Amphibia) разделено на голову, туловище, хвост (у хвостатых) и пятипалые конечности. Голова подвижно соединена с туловищем.
Скелет разделён на отделы:
- осевой скелет (позвоночник);
- скелет головы (череп);
- скелет парных конечностей.

В позвоночнике выделяют 4 отдела: шейный, туловищный, крестцовый и хвостовой. Число позвонков — от 7 у бесхвостых до 200 у безногих земноводных. Шейный позвонок подвижно соединяется с затылочным отделом черепа, обеспечивая подвижность головы. Таким образом, плоский и широкий череп земноводных сочленяется с позвоночником при помощи 2 мыщелков, образованных затылочными костями. К туловищным позвонкам прикрепляются рёбра (исключение составляют бесхвостые, у которых они отсутствуют). Единственный крестцовый позвонок соединён с тазовым поясом. У бесхвостых позвонки хвостового отдела срастаются в одну кость (уростиль).
Скелет конечностей состоит из скелета пояса конечностей и скелета свободных конечностей. Плечевой пояс лежит в толще мускулатуры и образован парными лопатками, ключицами и вороньими костями, соединёнными с грудиной. Скелет передней конечности состоит из плеча (плечевая кость), предплечья (лучевая и локтевая кости) и кисти (кости запястья, пястья и фаланги пальцев). Тазовый пояс земноводных представлен парными подвздошными, седалищными костями, парным лобковыми хрящами, сросшимися между собой. Он прикреплён к крестцовому позвонку посредством подвздошных костей. В состав скелета задней конечности входят бедро, голень (большая и малая берцовая кости) и стопа, включающая кости предплюсны, плюсны и фаланги пальцев. У бесхвостых кости предплечья и голени сливаются. Все кости задней конечности сильно удлинены, образуя мощные рычаги для передвижения прыжками.

### Скелет пресмыкающихся
В скелете пресмыка́ющихся или рептилий (лат. reptilia) выделяют:
- осевой скелет (позвоночник);
- скелет головы (череп);
- скелет парных конечностей.

В осевом скелете пресмыкающихся разделение на отделы более заметно, чем у земноводных. Хорошо различимы пять отделов позвоночника: шейный (лат. pars cervicalis), туловищный (пояснично-грудной, (лат. pars thoracolumbalis), поясничный, крестцовый (лат. pars sacralis) и хвостовой (лат. pars caudalis). Типичным для пресмыкающихся является следующее строение осевого скелета. Общее количество позвонков различно у разных видов (50—80, у змей возрастает до 140—435). Из позвонков шейного отдела (от 7 до 10) два передних (атлант и эпистрофей) образуют сустав, позволяющий голове не только двигаться в вертикальной плоскости относительно первого шейного позвонка, но и поворачиваться.  В туловищном отделе от 16 до 25 позвонков, каждый с парой рёбер. Первые несколько позвонков прикрепляются к грудине, образуя грудную клетку (отсутствует у змей). В крестцовом отделе всего два позвонка, к широким поперечным отросткам которых причленяется таз. Хвостовой отдел составляют несколько десятков (15—40) постепенно уменьшающихся в размерах позвонков. Последние хвостовые позвонки представляют собой небольшие палочковидные косточки. Осевой скелет среди представителей некоторых групп рептилий имеет отличия: у змей позвоночник отчетливо делится лишь на туловищный и хвостовой отделы, грудина отсутствует, а у черепах позвонки туловищного отдела срастаются со спинным щитом панциря, вследствие чего неподвижны.
Череп пресмыкающихся значительно более окостеневший, чем у земноводных. Лишь в обонятельной капсуле и слуховой области содержится небольшое количество хряща. Осевой и висцеральный отделы черепа эмбрионально формируются отдельно, но у взрослых особей срастаются в единое образование. В состав черепа входят как хрящевые (замещающие, или первичные), так и многочисленные кожные (покровные, или вторичные) кости.
Пояс передних конечностей сходен с поясом земноводных, отличаясь лишь более сильным развитием окостенения. Пара передних конечностей рептилий состоит из плеча, предплечья и кисти. Пара задних конечностей — из бедра, голени и стопы. На фалангах конечностей расположены когти.

### Скелет птиц
В строении скелета большинства птиц ярко выражены адаптации к полёту как основному средству передвижения. У специализированных видов есть приспособления к нырянию, плаванию, горизонтальному бегу или лазанию по стволам или ветвям деревьев, скалам и другим вертикальным поверхностям. Скелет птиц сильно упрощён и состоит из лёгких и прочных костей. Некоторые кости имеют наполняемые воздухом полости, называемые «пневматическими», связанные с органами дыхания.
Кости черепа слиты воедино и не имеют черепных швов. Глазницы большие и разделены между собой костной перегородкой. Череп соединяется с позвоночником при помощи одного затылочного мыщелка, нижняя челюсть прикрепляется к черепу посредством квадратной кости, играющей роль подвеска. Очень важная особенность черепа птиц — подвижность надклювья, усиливает силу укуса и увеличивает размеры зева, а подвижное нёбо помогает проталкиванию пищевого комка в пищевод. Основание надклювья у многих птиц покрыто восковицей. Форма и длина клюва, особенности его рогового чехла, характер подвижности, размеры ротового отверстия у различных птиц варьируют в широких пределах, отражая пищевую специализацию видов.
Позвоночный столб делится на шейный, грудной, поясничный и хвостовой отделы. Для всех отделов позвоночника, кроме шейного, характерно сращение многих позвонков между собой. Эта особенность позвоночного столба обусловливает неподвижность туловища птиц, что имеет большое значение при полёте. Для птиц характерна длинная подвижная шея. Её образуют 11—25 шейных позвонков. Шейный отдел очень длинный и отличается большой гибкостью, однако подвижность значительно уменьшается в грудном и полностью отсутствует в поясничном отделе. В шейном отделе может быть различное число позвонков (9—25). Кроме атланта и эпистрофея все остальные шейные позвонки у птиц гетероцельного типа и имеют седлообразные суставные поверхности. Это обеспечивает относительную подвижность в горизонтальной и вертикальной плоскостях, но не вокруг оси. Вращение головы вокруг своей оси обеспечивается особым строением первого (атлант) и второго (эпистрофей) шейных позвонков. В грудном отделе 3—10 позвонков, которые у большинства птиц срастаются, образуя спинную кость. Все поясничные, крестцовые и часть хвостовых позвонков вместе с тазом объединены в единую кость, называемую сложным крестцом. Число свободных хвостовых позвонков составляет от 5 до 9. Последние хвостовые позвонки образуют копчиковую кость (пигостиль).
Рёбра состоят из двух частей — позвоночной и грудинной. У птиц (кроме паламедей) рёбра снабжены крючковидными отростками, к которым прикрепляются межрёберные мышцы. Грудина у летающих птиц и у пингвинов, имеет киль, к которому прикрепляется мощная сильно развитая летательная мускулатура (подключичные и большие грудные мышцы); у бегающих птиц (страусов, казуаров и других) киля нет. Плечевой пояс состоит из мощных удлинённых коракоидов, сросшихся ключиц (вилочки) и длинных узких лопаток, которые лежат над рёбрами. Кости пясти и некоторые кости запястья срастаются в единое образование — пряжку. Свободными остаются только две проксимальные кости запястья.
У птиц передние конечности превратились в крылья, которые состоят из хорошо развитой плечевой кости, прямой и более тонкой лучевой кости и изогнутой более толстой локтевой кости и кисти, в которой произошла редукция ряда костей и слияние некоторых из них между собой. Пястный отдел кисти представляет собой две кости, соединённые своими концами, образующие «пряжку». Сохранились рудименты трёх пальцев, наиболее развитым из которых является второй. В результате этих изменений передняя конечность потеряла способность к передвижению по земле.
Таз птиц открытый: лобковые и седалищные кости своими концами не соединяются внизу с соответствующими костями противоположной стороны (лобковое сочленение имеется только у страусов), что позволяет откладывать крупные яйца. Большая поверхность тазовых костей и их прочное соединение с осевым скелетом создают опору для задних конечностей, обеспечивая место прикрепления мощной мускулатуры. Округлая головка относительно короткого бедра, входит в вертлужную впадину тазового пояса почти под прямым углом к его оси, что обеспечивает относительно вертикальное положение задней конечности. Коленный сустав спереди прикрывает коленная чашечка, особенно хорошо развитая у ныряющих птиц. Большая берцовая кость срастается с проксимальными костями предплюсны (пяточной и таранной) в одну кость — беговую, или большеберцово-заплюсневую (тибиотарзус). Малая берцовая кость редуцирована. Дистальный ряд костей предплюсны и все кости плюсны срастаются в единое костное образование — цевку, что даёт дополнительный сустав на ногах. опора пальцев, одновременно увеличивающая длину шага. Особенно удлинена цевка у околоводных птиц (куликов, голенастых, журавлей). Пальцев чаще всего четыре, фаланговая формула обычно 2-3-4-5. У подавляющего числа птиц развито четыре пальца: первый направлен назад, три остальных — вперёд. Пальцы обычно очень подвижны и способны совершать разнообразные движения: хватание, обхват веток, цепляние и т. п. У совообразных, бананоедов, скопы и некоторых других второй палец может произвольно быть направлен либо вперед, либо назад. У ряда древесных птиц (попугаи, кукушки, дятлы) два пальца являются направленными вперед, два (первый и четвёртый) — назад. Длина пальцев, развитие когтей определяются экологической специализацией. У околоводных птиц длинные пальцы позволяют двигаться по вязкому грунту; у наземных бегающих птиц пальцы укорачиваются и утолщаются, а задний палец либо исчезает, либо сохраняется в сильно уменьшенном виде. На подошвенной части глубокого сгибателя пальцев имеются поперечные выступы. Благодаря этому сухожилие прочно фиксируется; когда птица спит, пальцы крепко охватывают ветку даже при расслаблении мышц. Последняя фаланга каждого пальца прикрыта хорошо развитым когтем. Когти служат опорой при ходьбе, помогают птице при лазанье, чистке оперения, постройке гнезда. Ряд видов когтями удерживает или умерщвляет добычу.

### Скелет млекопитающих

#### Скелет человека
Скелет (лат. sceleton seu sceletum) в целом образуют кости (лат. ossa), которые, в свою очередь, являются твёрдой опорой для мягких тканей тела и рычагов, перемещаемых в пространстве силой сокращения мышц. Скелет взрослого человека состоит приблизительно из 200—208 костей, соединённых различными видами суставов.
Скелет можно разделить на два отдела: осевой и добавочный. К первому относятся кости головы, лица, шеи и туловища; ко второму — кости верхних и нижних конечностей и их поясов — плечевого и тазового. Осевой скелет взрослого человека состоит из 80 костей, он включает череп, позвоночный столб, 12 пар ребер и грудину. Позвоночный столб состоит из 33-34 позвонков. Семь самых маленьких, подвижных шейных позвонков составляют наиболее подвижный, шейный отдел позвоночника, 12 более крупных, грудных позвонков вместе с ребрами образуют пространство, защищающее органы грудной клетки, а 5 мощных поясничных позвонков находятся в нижней части спины. Пять крестцовых позвонков срослись в одну кость — крестец. Оставшиеся 4-5 позвонков составляют копчиковый отдел (наш недоразвитый хвост).

##### Скелет головы
Скелетом головы является череп (лат. cranium), отдельные кости которого делят на кости черепа (лат. ossa cranii) и кости лица (лат. ossa faciei). Кости черепа формируют полость, внутри которой расположен головной мозг. В свою очередь, кости лица формируют остов лица и начальные отделы дыхательных (воздухоносных) путей и пищеварительной трубки. Оба отдела (кости черепа и кости лица) образованы множеством отдельных костей, сочленённых между собой неподвижно посредством швов (лат. suturae). Исключение составляют нижняя челюсть (лат. mandibula), которая благодаря височно-нижнечелюстному суставу подвижно соединена с височной костью (лат. os temporale) и подъязычная кость (лат. os hyoideum), имеющая форму подковы и залегающая под телом языка, которая соединена с другими костями посредством связок.
Череп (лат. cranium) состоит из 29 костей.
- Мозговой отдел (8 костей):
  - лобная кость (лат. os frontale);
  - теменная кость (лат. os parietale) (2 кости);
  - затылочная кость (лат. os occipitale);
  - клиновидная кость (лат. os sphenoidale);
  - височная кость (лат. os temporale) (2 кости);
  - решётчатая кость (лат. os ethmoidale).
- Лицевой отдел (15 костей):
  - верхняя челюсть (лат. maxilla) (2 кости);
  - нёбная кость (лат. os palatinum) (2 кости);
  - сошник (лат. vomer);
  - скуловая кость (лат. os zygomaticum) (2 кости);
  - носовая кость (лат. os nasale) (2 кости);
  - слёзная кость (лат. os lacrimale) (2 кости);
  - нижняя носовая раковина (лат. concha nasalis inferior) (2 кости);
  - нижняя челюсть (лат. mandibula);
  - подъязычная кость (лат. os hyoideum).

Кости среднего уха (2х3 кости):
- молоточек (лат. malleus)(2 кости);
- наковальня (лат. incus) (2 кости);
- стремя (лат. stapes) (2 кости).

##### Кости туловища
Кости туловища (лат. ossa trunci) представлены позвонками (лат. vertebrae), соединёнными в одну колонну и образующими позвоночный столб (лат. columna vertebralis), рёбрами (лат. costae) и грудиной (лат. sternum).
Позвоночный столб (лат. columna vertebralis) состоит из 32—34 позвонков:
- шейные позвонки (7 костей, лат. vertebrae cervicales), в том числе атлант (лат. atlas) и эпистрофей (лат. axis);
- грудные позвонки (12 костей, лат. vertebrae thoracicae);
- поясничные позвонки (5 костей, лат. vertebrae lumbalis);
- крестцовые позвонки (5 костей, лат. vertebrae sacralis) срослись в крестец (лат. os sacrum);
- копчиковые позвонки (3—5 костей, лат. vertebrae coccygae) срослись в копчик (лат. os coccygis).

Грудная клетка (лат. compages thoracis) состоит из 37 костей (из них 12 грудных позвонков относятся ещё и к позвоночнику):
- рёбра (лат. costae) (2×12 костей);
- грудина (лат. sternum).

##### Кости верхней конечности
Скелет верхней конечности (лат. sceleton membri superioris) делят на кости пояса верхней конечности (лат. ossa cinguli membri superioris), в состав которого входят ключица (лат. clavicula), лопатка (лат. scapula) и на кости свободной верхней конечности (лат. ossa membri superioris liberi), к которым относятся плечевая кость (лат. humerus), кости предплечья (лат. ossa antebrachii) и кости кисти (лат. ossa manus). Плечи, предплечья, кисти и ладони состоят из 64 костей. Наиболее сложное строение имеет ладонь, в состав которой входят 8 костей запястья, 5 костей пясти, 2 — большого пальца и по 3 — каждого из остальных пальцев.
Пояс верхней конечности (лат. cingulum membri superioris) (2×2 кости):
- лопатка (лат. scapula) (2 кости);
- ключица (лат. clavicula) (2 кости).

Свободная часть верхней конечности (лат. pars libera membri superioris) (2×3 кости)
Плечо (лат. brachium) :
- Плечевая кость (лат. humerus) (2 кости).

Предплечье (лат. anterbrachium):
- локтевая кость (лат. ulna) (2 кости);
- лучевая кость (лат. radius) (2 кости).

Кисть (лат. manus) (2×27 костей).
- Запястье (лат. carpus) (2×8 костей):
  - ладьевидная кость (лат. os scaphoideum) (2 кости);
  - полулунная кость (лат. os lunatum) (2 кости);
  - трёхгранная кость (лат. os triquetrum) (2 кости);
  - гороховидная кость (лат. os pisiforme) (2 кости);
  - кость-трапеция (лат. os trapezium) (2 кости);
  - трапециевидная кость (лат. os trapezoideum) (2 кости);
  - головчатая кость (лат. os capitatum) (2 кости);
  - крючковидная кость (лат. os hamatum) (2 кости).
- Пястье (лат. metacarpus):
  - Пястные кости (лат. ossa metacarpi) (2×5 костей).
- Кости пальцев (лат. ossa digitorum) (2×14 костей) — по 5 пальцев на каждой кисти, по 3 фаланги в каждом пальце, кроме большого (I) пальца, у которого 2 фаланги: (большой палец, I (лат. pollex); указательный палец, II (лат. index); средний палец, III (лат. digitus medius); безымянный палец, IV (лат. digitus anultaris); мизинец, V (лат. digitus minimus)).
  - проксимальная фаланга (лат. phalanx proximalis) (2×5 костей);
  - средняя фаланга (лат. phalanx media) (2×4 кости);
  - дистальная фаланга (лат. phalanx distalis) (2×5 костей).

##### Кости нижней конечности
Скелет нижней конечности (лат. sceleton membri inferioris) делят на кости пояса нижней конечности (лат. ossa cinguli membri inferioris), к которым относятся тазовые кости (лат. ossa coxae) и кости свободной нижней конечности (лат. ossa membri inferioris liberi), к которые в области бедра представлены бедренной костью (лат. femur), в области голени представлены большеберцовой (лат. tibia) и малоберцовой (лат. fibula) костями, а в области стопы (лат. pes) костями предплюсны (лат. ossa tarsi), плюсны (лат. ossa metatarsi) и фалангами пальцев (лат. ossa digitorum pedis seu phalanges digitorum pedis). Таз и нижние конечности состоят из 62 костей. Таз указывает на значительный половой диморфизм: у мужчин и женщин различается формой и размерами. С каждой стороны тела таз составляют кости: бедренная, седалищная и лобковая. Стопа состоит из: 7 костей предплюсны, 5 — плюсны, 2 — большого пальца ноги и по 3 — в каждом из остальных пальцев.
Пояс нижней конечности (лат. cingulum membri inferioris)
- Тазовая кость (лат. os coxae) (2 кости):
  - подвздошная кость (лат. os ilium) (2 кости);
  - седалищная кость (лат. os ischii) (2 кости);
  - лобковая кость (лат. os pubis) (2 кости).

Свободная часть нижней конечности (лат. pars libera membri inferioris) (2×30 костей)
Бедро (лат. femur):
- бедренная кость (лат. femur) (2 кости);
- надколенник (лат. patella) (2 кости).

Голень (лат. crus):
- большеберцовая кость (лат. tibia) (2 кости);
- малоберцовая кость (лат. fibula) (2 кости).

Стопа (лат. pes, лат. pedis) (2×26 костей)
- Предплюсна (лат. tarsus) (2×7 костей):
  - пяточная кость (лат. calcaneus) (2 кости);
  - таранная кость (лат. talus) (2 кости);
  - ладьевидная кость (лат. os naviculare) (2 кости);
  - медиальная клиновидная кость (лат. os cuneiforme mediale) (2 кости);
  - промежуточная клиновидная кость (лат. os cuneiforme intermedium) (2 кости);
  - латеральная клиновидная кость (лат. os cuneiforme laterale) (2 кости);
  - кубовидная кость (лат. os cuboideum) (2 кости).
- Плюсна (лат. metatarsus):
  - Плюсневые кости (лат. ossa metatarsi) (2×5 костей).
- Кости пальцев (лат. ossa digitorum) (2×14 костей) — по 5 пальцев на каждой стопе, по 3 фаланги в каждом пальце, кроме большого (I) пальца (лат. hallux), у которого 2 фаланги:
  - проксимальная фаланга (лат. phalanx proximalis) (2×5 костей);
  - средняя фаланга (лат. phalanx media) (2×4 кости);
  - дистальная фаланга (лат. phalanx distalis) (2×5 костей).

### Гидроскелет
Примером гидроскелета может служить образование в виде заполненной жидкостью гастральной полости у восьмилучевых полипов, которое поддерживает форму полипа.